# Anthomyia plumiseta
Anthomyia plumiseta är en tvåvingeart som beskrevs av Stein 1918. Anthomyia plumiseta ingår i släktet Anthomyia och familjen blomsterflugor. Inga underarter finns listade i Catalogue of Life.